# Aunjanue Ellis
Aunjanue Ellis, (San Francisco, Califòrnia, Estats Units, 21 de febrer de 1969) és una actriu americana.
És activa en el teatre, el cinema i la televisió. Ha treballat en produccions Off-Broadway i ha aparegut a molts films i sèries televisades. És coneguda per haver actuat en llargmetratges com Men of Honor, Undercover Brother: Un agent molt secret, Ray, Notorious BIG, I Love You Phillip Morris, La llogatera, El color dels sentiments, Get on Up, The Birth of a Nation i If Beale Street Could Talk.
Ha treballat en un gran nombre de sèries de televisió, com a estrella convidada però ha tingut també alguns papers regulars: DOS: Divisió de les operacions especials, Mentalist, Quantico. Va ser aclamada per la crítica per al paper del títol de la mini-sèrie dramàtica The Book of Negroes.

## Biografia
És educada, per la seva àvia, en una granja del Mississipi i fa els seus estudis al Tougallo College. Es trasllada a la Universitat de Brown i aconsegueix el seu títol, un màster en estudis afroamericans.
Més endavant, va a la prestigiosa Tisch School of the Arts de Nova York per tal d'estudiar-hi art dramàtic.

### Carrera
L'any 1995, fa la seva primera aparició a la televisió, en un episodi de la sèrie policíaca Nova York Undercover.
L'any 2000, comparteix el cartell del drama Men of Honor amb Robert De Niro, Cuba Gooding Jr. i Charlize Theron. L'any següent, encarna la filla de Samuel L. Jackson al drama The Caveman's Valentine de Kasi Lemmons.
L'any 2004, és l'estrella de l'obra de teatre de Regina Taylor, Drowning Crown, representada al Manhattan Theatre Club. El mateix any, fa de corista al biopic Ray. Aquesta biografia filmada del cantant Ray Charles va permetre a Jamie Foxx obtenir l'Oscar al millor actor l'any 2005 per a la seva interpretació del paper del títol.
Entre 2010 i 2013, interpreta la cap del CBI a la sèrie policíaca The Mentalist. Aquest paper recurrent és considerat com el que l'ha donat a conèixer pel gran públic. Entre 2012 i 2017, en una altra sèrie policíaca, NCIS: Los Angeles, és la dona de LL Cool J. en un paper semblant.
Mentrestant, es convidada al plató de la sèrie fantàstica Sleepy Hollow.

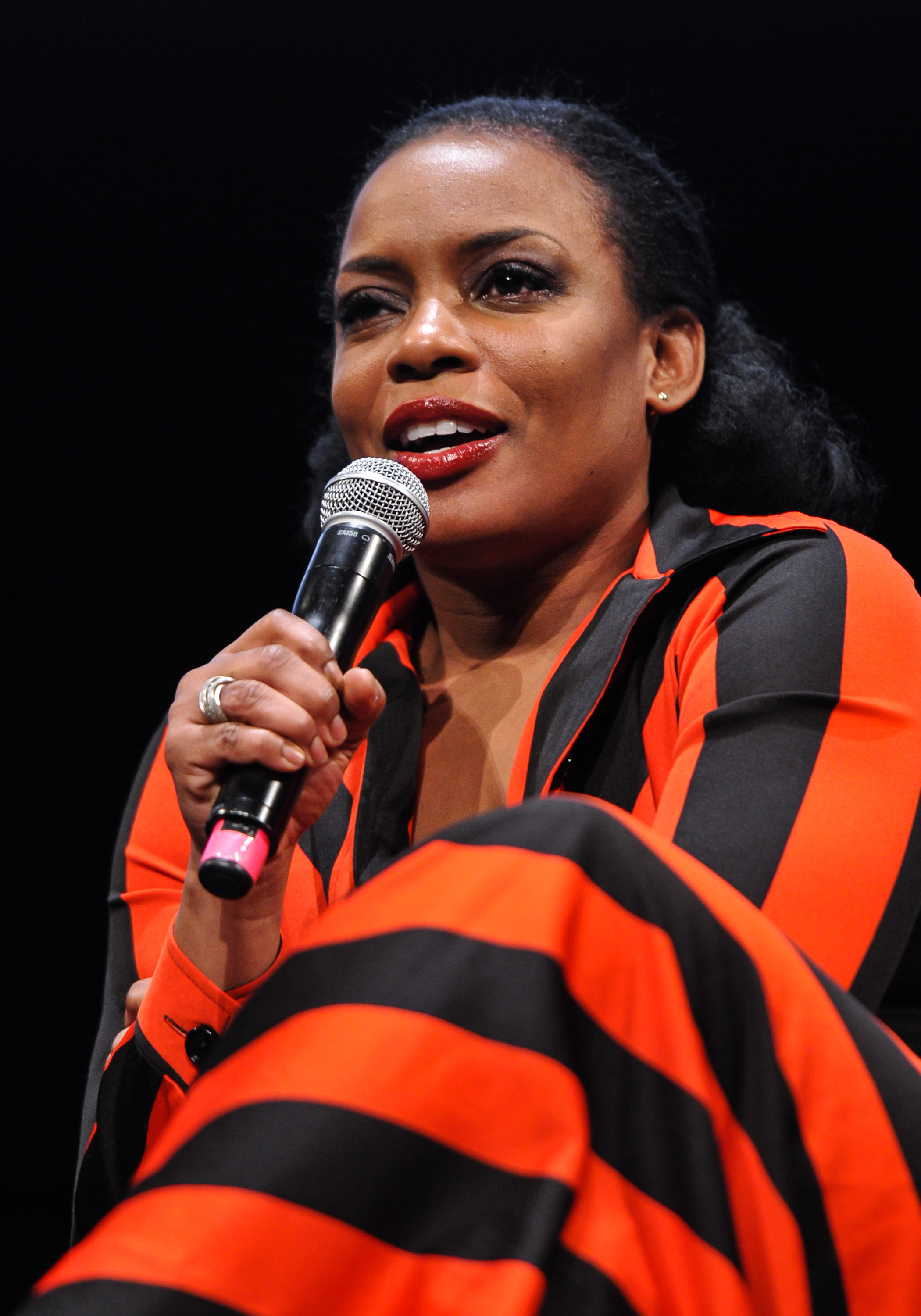
L'any 2015, per a la promoció de la mini-sèrie The Book of Negroes.

Segura d'una nova visibilitat, porta la mini-sèrie dramàtica The Book of Negroes. Difosa l'any 2015, és l'adaptació de la novel·la Aminata escrita per Lawrence Hill l'any 2007, inspirada alhora pel document històric Book of Negroes redactat l'any 1783. Signa una interpretació saludada pels crítics, que li val moltes cites i alguns guardons al títol de millor actriu.
L'any 2016, és al cartell del drama històric controvertit, The Birth of a Nation de Nate Parker.
Entre 2015 i 2017, és un dels primers papers de la sèrie thriller Quantico, popularitzada per la seva heroïna, Priyanka Chopra. Encarna Miranda Shaw, una amiga d'Alex, que perd finalment la confiança de l'equip traint-los. A continuació, el seu personatge abandona el repartiment principal de la sèrie, a partir de la tercera temporada.
Tanmateix, Aunjanue Ellis aconsegueix ràpidament un dels papers principals d'una nova sèrie policíaca de la xarxa CBS, Chiefs, on encarna una cap de policia a Los Angeles, al costat d'Alana de la Garza i de Jorja Fox.
L'any 2018, comparteix el cartell del film independent Pimp, amb Keke Palmer. Aquest drama conta la història d'una jove que ha crescut en un barri difícil i que ha de vetllar a la vegada la seva mare, i vigilar la seva amiga prostituïda. El mateix any, encara en el registre del drama independent, és al cartell de Miss Virginia al costat de Vanessa Williams, Uzo Aduba i Adina Porter. És també al cartell de l'idil·li If Beale Street Could Talk amb Finn Wittrock, un llargmetratge basat en la novel·la de James Baldwin del mateix nom i presentat al festival internacional de cinema de Toronto 2018.
L'any 2019, s'uneix a Courtney B. Vance i Elizabeth Debicki per a la sèrie dramàtica Lovecraft Country de la xarxa HBO.Al mateix temps, fa també la mini-sèrie d'Ava DuVernay, Central Park Five amb Niecy Nash i Storm Reid.

### Vida privada
És membre del Delta Sigma Theta Sorority, un organisme que dona suport a les dones instruïdes, i especialment les afroamericanes.

## Teatre
- 1995: The Tempest: Ariel
- 2000: HA Winter's Tale,: Hermione[24]
- 2004: Drowning Crow: Hannah Jordan
- 2009: Joe Turner's Come and Gone: Molly Cunningham

## Filmografia

### Cinema
- 1996: Girls Town de Jim McKay: Nikki
- 1996: Ed's Next Move de John Walsh: Erica
- 1998: Side Streets de Tony Gerber: Brenda Boyce
- 1998: Desert Blue de Morgan J. Freeman: Agent Summers
- 1999: Gangsta cop de Michael Rymer: Denise
- 1999: Une carte du monde de Scott Elliott: Dyshett
- 2000: John John in the Sky de Jefferson Davis: Earlene
- 2000: Men of Honor de George Tillman Jr.: Jo
- 2000: The Opponent de Eugene Jarecki: June
- 2001: The Caveman's Valentine de Kasi Lemmons: Lulu
- 2001: Lovely & Amazing de Nicole Holofcener: Lorraine
- 2002: Undercover Brother  de Malcolm D. Lee: Jo Brashear
- 2004: Brother to Brother de Rodney Evans: Zora
- 2004: Ray de Taylor Hackford: Mary Ann Fisher
- 2005: Perception de Irving Schwartz: Vera
- 2006: Freedomland de Joe Roth: Felicia
- 2007: Cover de Bill Duke: Valerie Mass
- 2008: The Express de Gary Fleder: Marie Davis
- 2009: Notorious BIG de George Tillman Jr.: Sandy
- 2009: I Love You Phillip Morris de Glenn Ficarra et John Requa: Reba
- 2009: The Hungry Ghosts de Michael Imperiolli: Nadia
- 2009: Maman, mode d'emploi de Katherine Dieckmann: Sample Sale Friend
- 2009: The Taking of Pelham 1 2 3 de Tony Scott: Therese, la femme de Garber
- 2010: The Tested de Russell Costanzo: Darraylynn Warren
- 2011: The Resident de Antti Jokinen: Sydney
- 2011: Game of Death de Giorgio Serafini: Rachel
- 2011: The Help de Tate Taylor: Yule Mae Davis
- 2011: Money Matters de Ryan Richmond: Pamela Matters
- 2013: The Volunteer de Vicky Wight: Leigh
- 2014: Get On Up de Tate Taylor: Vicki Anderson
- 2014: Una Diva: A Fable of Music and the Mind de Richie Adams: Una Vida
- 2016: The Birth of a Nation de Nate Parker: Nancy Turner
- 2017: Romeo and Juliet in Harlem de Aleta Chappelle: Lady Capulet (també productora)
- 2018: If Beale Street Could Talk de Barry Jenkins: Mrs. Hunt
- 2018: Pimp de Christine Crokos: Gloria May
- 2018: Miss Virginia de R.J. Daniel Hanna

### Televisió

#### Sèries de televisió
- 1995: New York Undercover: Claudia (1 episodi)
- 1996: Haute Tension: Leslie Joyner (26 episodis)
- 1999: The Practice: Donnell et Associés: Sharon Young (4 episodis)
- 2000: New York 911: Gail Moore (2 episodis)
- 2001: Tribunal central: Amanda Davis / Jackie Lange (3 episodis)
- 2002: MDs: Quinn Joyner (10 episodis)
- 2004: The D.A.: Ellen Baker (1 episodi)
- 2005: Jonny Zéro: Gloria (6 episodis)
- 2005-2006: DOS: Division des opérations spéciales: Jocelyn Pierce (23 episodis)
- 2006-2007: Justice: Miranda Lee (9 episodis)
- 2007: New York, section criminelle: Carmen Rivera (1 episodi)
- 2008: Numbers: Ivy Kirk (1 episodi)
- 2008: The Border: Amira (1 episodi)
- 2008: True Blood: Diane (3 episodis)
- 2009: The Good Wife: Linda Underwood (1 episodi)
- 2010-2013: Mentalist: Madeleine Hightower (17 episodis)
- 2012: Blue Bloods: Sylvia Marshall (1 episodi)
- 2012: Missing: Au cœur du complot (Missing): Mary Dresden (3 episodis)
- 2012-2017: NCIS: Los Angeles: Michelle Hanna (6 episodis)
- 2014: Sleepy Hollow: Lori Mills (1 episodi)
- 2015: The Book of Negroes: Aminata Diallo (mini-sèrie, 6 episodis)
- 2015-2017 : Quantico: Miranda Shaw (44 episodis)
- 2018: Designated Survivor: Eleanor Darby (5 episodis)
- 2019: Chiefs: Kendra (pilot per CBS, paper principal)
- 2019: Lovecraft Country: Hippolyta Black
- 2019: Central Park Five: Sharon Salaam (mini-sèrie)

#### Telefilms
- 2000: Act of Love de Gina Prince-Bythewood: Pam
- 2008: Racing for Time de Charles S. Dutton: Oficial Baker
- 2008: The Prince of Motor City de Jack Bender: Cora Neel
- 2009: Gifted Hands: The Ben Carson Story de Thomas Carter: Candy
- 2012: Abducted: The Carlina White Story de Vondie Curtis-Hall: Ann

## Premis

### Premis i nominacions
- Festival del film de Hollywood 2011: millor Repartiment per al Color dels sentiments
- National Board of Review 2011: millor Repartiment per al Color dels sentiments
- 16a cerimònia dels Satèl·lit Awards 2011: millor Repartiment per al Color dels sentiments
- Southeastern Film Critics Associació 2011: millor Repartiment per al Color dels sentiments
- Women Film Critics Circle 2011: millor repartiment femení per al Color dels sentiments
- Black Reel Awards 2013: millor actriu a una mini-sèrie o un telefilm per a 23 anys d'absència
- American Black Film Festival 2014: millor actriu per a Una Vida: A Fable of Music and the Mind
- Festival del film de Newport Beach 2014: millor actriu per a Una Vida: A Fable of Music and the Mind
- Canadian Screen Awards 2016: millor actriu a una mini-sèrie o un telefilm per a The Book of Negroes
- Gracie Allen Awards 2016: millor actriu a un programa dramàtic per a The Book of Negroes

### Nominacions
- NAACP Imatge Awards 2001: millor actriu a un segon paper per Men of Honor
- Black Reel Awards 2003: millor actriu per a Operació funky
- 11a cerimònia de les Screen Actors Guild Awards 2005: millor repartiment per a Ray
- NAACP Imatge Awards 2010: millor actriu a un telefilm o una mini-sèrie a favor de The Ben Carson Story
- Critics' Choice Television Awards 2015: millor actriu a una mini-sèrie o un telefilm per a The Book of Negroes
- Online Film & Television Associació 2015: millor actriu a un telefilm o una mini-sèrie per a The Book of Negroes
- 19a cerimònia dels Satèl·lit Awards 2015: millor actriu a una mini-sèrie o un telefilm per a The Book of Negroes
- Black Reel Awards 2016: millor actriu a un telefilm o una mini-sèrie per a The Book of Negroes
- NAACP Imatge Awards 2016: millor actriu a una mini-sèrie o un telefilm per a The Book of Negroes